# Marine Heavy Gunner: Vietnam
Marine Heavy Gunner: Vietnam è uno sparatutto in prima persona ambientato durante la guerra del Vietnam. È stato prodotto dalla Blue Label Entertainment, sviluppato da Brainbox Games utilizzando il motore grafico Unreal Engine 2 e messo in commercio nel 2004.

## Trama
Marine Heavy Gunner: Vietnam, come suggerisce il titolo stesso, ha come protagonista un Heavy Gunner, ossia un marine addestrato a maneggiare armi sofisticate e pericolose. Dopo un atterraggio di fortuna in un territorio nemico, lui e il suo plotone dovranno seguire le tracce di uno spietato generale nordvietnamita e salvare i loro commilitoni caduti in uno sperduto campo di prigionia. Il gioco è ambientato nel profondo della giungla del Vietnam, tra fiumi, cunicoli e colline, un luogo oscuro e pieno di avversità e presenta 10 missioni, ognuna con una propria particolarità.

## Armi

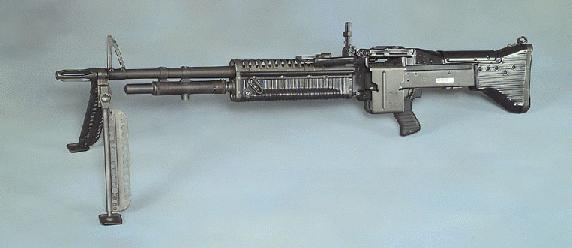

Il gioco, ispirato alla serie cinematografica Rambo, mette a disposizione del giocatore una vasta scelta di armi: mitragliatrici, revolver, mine Claymore, armi pesanti e veicoli in dotazione dei Marines e armi dei Vietcong.

## Critiche
Nonostante l'iniziale successo, il gioco è stato più volte criticato soprattutto dal lato grafico, a causa della eccessiva geometrizzazione e plasticità nell'aspetto dei personaggi.

## Curiosità e valutazione PEGI
A causa dell'alto tasso di violenza e di scurrilità, Marine  Heavy  Gunner: Vietnam è consigliato per giocatori da sedici anni in su (PEGI 16).